# Bill Holland
Willard Saulsbury „Bill“ Holland (* 13. Dezember 1907 in Philadelphia, Pennsylvania; † 20. Mai 1984 in Tucson, Arizona) war ein US-amerikanischer Automobilrennfahrer.

## Karriere
Holland startete zwischen 1938 und 1954 bei zahlreichen Champ-Car-Rennen. Er errang 20 Siege und 16 weitere Podiumsplatzierungen. 1947 wurde er hinter Ted Horn Zweiter der nationalen Meisterschaft.
Nach zwei zweiten Plätzen beim 500-Meilen-Rennen von Indianapolis 1947 und 1948, feierte er seinen größten Erfolg am 30. Mai 1949, als er das Rennen gewann. Bei seinem Start 1950 erreichte er auf einem Deidt-Offenhauser mit einem Rückstand von einer Runde auf den Sieger Johnnie Parsons Rang 2. 1953 erreichte er auf einen Kurtis Kraft 500B-Offenhauser, zusammen mit seinem Landsmann Jim Rathmann (Fahrerwechsel waren damals erlaubt) nach einem Motorschaden mit einem Rückstand von 23 Runden auf den Sieger Bill Vukovich Rang 15. Die Starts von 1950 und 1953 zählten mit zur Formel-1-Weltmeisterschaft, so dass für Holland zwei Grand-Prix-Starts und 6 WM-Punkte zu Buche stehen.
Nach dem Ende seiner Karriere arbeitete als Testfahrer und Motorjournalist, daneben war er auch Vertreter für Autoteile.

## Statistik

### Indy-500-Ergebnisse
| Jahr | Startnr. | Start | Qual (km/h) | Ergebnis | Runden | Führung | Ausfall |
| ---- | -------- | ----- | ----------- | -------- | ------ | ------- | ------- |
| 1947 | 16       | 8     | 207,185     | 2        | 200    | 143     |         |
| 1948 | 2        | 2     | 208,407     | 2        | 200    | 0       |         |
| 1949 | 7        | 4     | 207,056     | 1        | 200    | 146     |         |
| 1950 | 3        | 10    | 209,968     | 2        | 137    | 8       |         |
| 1953 | 61       | DNQ   |             |          |        |         |         |
| 1953 | 49       | 28    | 221,844     | 15       | 177    | 0       | Motor   |
| 1954 | 38       | DNQ   |             |          |        |         |         |

| Legende  | Legende            | Legende                                                          |
| Farbe    | Abkürzung          | Bedeutung                                                        |
| -------- | ------------------ | ---------------------------------------------------------------- |
| Gold     | –                  | Sieg                                                             |
| Silber   | –                  | 2. Platz                                                         |
| Bronze   | –                  | 3. Platz                                                         |
| Grün     | –                  | Platzierung in den Punkten                                       |
| Blau     | –                  | Klassifiziert außerhalb der Punkteränge                          |
| Violett  | DNF                | Rennen nicht beendet (did not finish)                            |
| Violett  | NC                 | nicht klassifiziert (not classified)                             |
| Rot      | DNQ                | nicht qualifiziert (did not qualify)                             |
| Rot      | DNPQ               | in Vorqualifikation gescheitert (did not pre-qualify)            |
| Schwarz  | DSQ                | disqualifiziert (disqualified)                                   |
| Weiß     | DNS                | nicht am Start (did not start)                                   |
| Weiß     | WD                 | zurückgezogen (withdrawn)                                        |
| Hellblau | PO                 | nur am Training teilgenommen (practiced only)                    |
| Hellblau | TD                 | Freitags-Testfahrer (test driver)                                |
| ohne     | DNP                | nicht am Training teilgenommen (did not practice)                |
| ohne     | INJ                | verletzt oder krank (injured)                                    |
| ohne     | EX                 | ausgeschlossen (excluded)                                        |
| ohne     | DNA                | nicht erschienen (did not arrive)                                |
| ohne     | C                  | Rennen abgesagt (cancelled)                                      |
| ohne     | keine WM-Teilnahme |                                                                  |
| sonstige | P/fett             | Pole-Position                                                    |
| sonstige | 1/2/3/4/5/6/7/8    | Punktplatzierung im Sprint-/Qualifikationsrennen                 |
| sonstige | SR/kursiv          | Schnellste Rennrunde                                             |
| sonstige | *                  | nicht im Ziel, aufgrund der zurückgelegten Distanz aber gewertet |
| sonstige | ()                 | Streichresultate                                                 |
| sonstige | unterstrichen      | Führender in der Gesamtwertung                                   |